# Гопешвар
Гопешвар (англ. Gopeshwar) или Чамоли Гопешвар (англ. Chamoli Gopeshwar) — город в индийском штате Уттаракханд в регионе Гархвал, административный центр округа Чамоли. Средняя высота над уровнем моря — 1293 метра. В городе расположен известный храм Шивы — Гопинатх-мандир.
Согласно всеиндийской переписи 2001 года, в Гопешваре проживало 19 855 человек, из которых мужчины составляли 56 %, женщины — 44 %. Уровень грамотности взрослого населения составлял 81 %, что выше среднеиндийского уровня (59,5 %). Среди мужчин, уровень грамотности равнялся 85 %, среди женщин — 75 %. 10 % населения составляли дети до 6 лет.